# Équipe cycliste Q36.5
L'équipe cycliste Q36.5 Pro (officiellement Q36.5 Pro Cycling Team) est une équipe cycliste suisse. Créée en 2023, elle court avec le statut d'UCI ProTeam.
La formation italienne Q36.5 Continental Cycling Team lui sert d'équipe de développement officielle.

## Histoire de l'équipe
L'équipe est officialisée début 2023 par Douglas Ryder, ancien manager de la formation Qhubeka-NextHash disparue fin 2021. L'équipe est sponsorisée par Q36.5 (une marque italienne spécialisée dans les vêtements pour cyclistes). Vincenzo Nibali est le conseiller technique de l'équipe.

## Principales victoires

### Courses d'un jour
- Clásica de Almería : 2023 (Matteo Moschetti)
- Grand Prix d'Isbergues : 2023 (Matteo Moschetti)
- Grand Prix de Denain : 2024 (Jannik Steimle)
- Course des raisins : 2024 (Jelte Krijnsen)

### Courses par étapes
- Sibiu Cycling Tour : 2023 (Mark Donovan)

### Championnats nationaux
- Championnats du Canada sur route : 1
  - Course en ligne : 2023 (Nickolas Zukowsky)
- Championnats d'Éthiopie sur route : 1
  - Course en ligne 2024 : (Negasi Abreha)
- Championnats d'Espagne sur route : 1
  - Contre-la-montre 2024 : (David de la Cruz)

## Classements UCI
L'équipe participe aux épreuves des circuits continentaux et principalement les courses du calendrier de l'UCI Europe Tour. Les tableaux ci-dessous présentent les classements de l'équipe sur les circuits, ainsi que son meilleur coureur au classement individuel.
UCI America Tour
| UCI America Tour | UCI America Tour       | UCI America Tour                          | UCI America Tour |
| Année            | Classement par équipes | Meilleur coureur au classement individuel |                  |
| ---------------- | ---------------------- | ----------------------------------------- | ---------------- |
| 2023             | -                      | Nickolas Zukowsky (40e)                   |                  |
|                  |                        |                                           |                  |
| Source : UCI     |                        |                                           |                  |

UCI Europe Tour
| UCI Europe Tour | UCI Europe Tour        | UCI Europe Tour                           | UCI Europe Tour |
| Année           | Classement par équipes | Meilleur coureur au classement individuel |                 |
| --------------- | ---------------------- | ----------------------------------------- | --------------- |
| 2023            | 5e                     | Matteo Moschetti (96e)                    |                 |
| 2024            | -                      | Jelte Krijnsen (122e)                     |                 |
|                 |                        |                                           |                 |
| Source : UCI    |                        |                                           |                 |

UCI Oceania Tour
| UCI Oceania Tour | UCI Oceania Tour       | UCI Oceania Tour                          | UCI Oceania Tour |
| Année            | Classement par équipes | Meilleur coureur au classement individuel |                  |
| ---------------- | ---------------------- | ----------------------------------------- | ---------------- |
| 2023             | -                      | Damien Howson (16e)                       |                  |
|                  |                        |                                           |                  |
| Source : UCI     |                        |                                           |                  |

L'équipe est également classée au Classement mondial UCI qui prend en compte toutes les épreuves UCI et concerne toutes les équipes UCI.
| Classement mondial | Classement mondial     | Classement mondial                        | Classement mondial |
| Année              | Classement par équipes | Meilleur coureur au classement individuel |                    |
| ------------------ | ---------------------- | ----------------------------------------- | ------------------ |
| 2023               | 23e                    | Matteo Moschetti (119e)                   |                    |
| 2024               | 25e                    | Fabio Christen (191e)                     |                    |
|                    |                        |                                           |                    |
| Source : UCI       |                        |                                           |                    |

## Q36.5 Pro Cycling Team en 2025
Effectif
| Effectif 2025            | Effectif 2025     | Effectif 2025 | Effectif 2025                                  |
| Cycliste                 | Date de naissance | Pays          | Équipe précédente                              |
| ------------------------ | ----------------- | ------------- | ---------------------------------------------- |
| Enekoitz Azparren        | 5 février 2002    | Espagne       | Euskaltel-Euskadi (2024)                       |
| Xabier Mikel Azparren    | 25 février 1999   | Espagne       | Euskaltel-Euskadi (2023)                       |
| Matteo Badilatti         | 30 juillet 1992   | Suisse        | Groupama-FDJ (2022)                            |
| Sjoerd Bax               | 6 janvier 1996    | Pays-Bas      | UAE Team Emirates (2024)                       |
| Gianluca Brambilla       | 22 août 1987      | Italie        | Trek-Segafredo (2022)                          |
| Walter Calzoni           | 8 août 2001       | Italie        | Gallina-Ecotek-Lucchini (2022)                 |
| Marcel Camprubí          | 15 septembre 2001 | Espagne       | EOLO-Kometa U23 (2022)                         |
| Fabio Christen           | 29 juin 2002      | Suisse        | EF Education-Nippo Development (2022)          |
| David de la Cruz         | 6 mai 1989        | Espagne       | Astana Qazaqstan Team (2023)                   |
| Mark Donovan             | 3 avril 1999      | Royaume-Uni   | Team DSM (2022)                                |
| Frederik Frison          | 28 juillet 1992   | Belgique      | Lotto Dstny (2023)                             |
| David González López     | 21 février 1996   | Espagne       | Caja Rural-Seguros RGA (2024)                  |
| Damien Howson            | 13 août 1992      | Australie     | BikeExchange-Jayco (2022)                      |
| Emīls Liepiņš            | 29 octobre 1992   | Lettonie      | Team dsm-firmenich PostNL (2024)               |
| Kamil Małecki            | 2 janvier 1996    | Pologne       | Lotto-Soudal (2022)                            |
| Matteo Moschetti         | 14 août 1996      | Italie        | Trek-Segafredo (2022)                          |
| Giacomo Nizzolo          | 30 janvier 1989   | Italie        | Israel-Premier Tech (2023)                     |
| Nicolò Parisini          | 25 avril 2000     | Italie        | Team Qhubeka (2022)                            |
| Joseph Pidcock           | 20 mars 2002      | Royaume-Uni   | Trinity Racing (2024)                          |
| Tom Pidcock              | 30 juillet 1999   | Royaume-Uni   | Ineos Grenadiers (2024)                        |
| Jannik Steimle           | 4 avril 1996      | Allemagne     | Soudal Quick-Step (2023)                       |
| Rory Townsend            | 30 juin 1995      | Irlande       | Bolton Equities Black Spoke Pro Cycling (2023) |
| Milan Vader              | 18 février 1996   | Pays-Bas      | Team Visma \| Lease a Bike (2024)              |
| Harm Vanhoucke           | 17 juin 1997      | Belgique      | Lotto Dstny (2024)                             |
| Nickolas Zukowsky        | 3 juin 1998       | Canada        | Human Powered Health (2022)                    |
|                          |                   |               |                                                |
| Source : ProCyclingStats |                   |               |                                                |

Victoires
| Victoires | Victoires                                  | Victoires       | Victoires | Victoires        | Victoires |
| Date      | Course                                     | Pays            | Classe    | Vainqueur        |           |
| --------- | ------------------------------------------ | --------------- | --------- | ---------------- | --------- |
| 29 janv.  | 2e étape du Tour d'Arabie saoudite         | Arabie saoudite | 2.1       | Tom Pidcock      |           |
| 31 janv.  | 4e étape du Tour d'Arabie saoudite         | Arabie saoudite | 2.1       | Tom Pidcock      |           |
| 1 fév.    | 5e étape du Tour d'Arabie saoudite         | Arabie saoudite | 2.1       | Matteo Moschetti |           |
| 1 fév.    | Classement général, Tour d'Arabie saoudite | Arabie saoudite | 2.1       | Tom Pidcock      |           |